# اشتباه در اشتباه
اشتباه در اشتباه یا به اختصار اشتباه نام یک مجموعهٔ تلویزیونی ایرانی به کارگردانی «جواد انصافی» است که در سال ۱۳۷۳ تولید و از شبکه ۱  پخش گردید.

## خلاصه داستان
خانوادهٔ اختر، از سایر اعضاء خانواده که در شهرستان زندگی می‌کنند دعوت کرده‌اند تا برای حضور در مراسم خواستگاری، به تهران بیایند. خواستگاری به‌هم می‌خورد و افراد فامیل رهسپار شهر خود می‌شوند. در این هنگام، خانواده اختر متوجه می‌شوند که غذایی را که برای میان راه آنان گذاشته بودند، مسموم است و با همکاری پلیس و عوامل دیگر، قبل از خورده شدن غذا، خود را به مسافران می‌رسانند و...

## بازیگران و عوامل تولید

### بازیگران
- مهین شهابی
- علی زاهدی
- اکبر دودکار
- ناصر محمدی
- مهری مهرنیا
- جواد خدادادی
- ناصر گیتی‌جاه
- مرتضی احمدی
- پروین سلیمانی
- رامسین کبریتی
- معصومه آقاجانی
- سیروس گرجستانی
- منیژه دلدار گلچین
- اسدالله منجزی
- جواد انصافی
- امیر پارسی
- محمود حداد
- احمد آهسته
- بهروز باقری
- سحر مروستی
- نسترن اصلاح
- معصومه جعفری
- بهروز خوش‌فطرت
- غلامحسین فرخ‌تبار

### عوامل تولید
- کارگردان هنری: جواد انصافی
- کارگردان تلویزیونی: علی عسکری
- فیلمنامه: جواد انصافی
- تصویربردار: مصطفی خاقانی
- تدوین: علی شاه‌وردی
- موسیقی: ایرج نثاری‌زاده
- تهیه‌کننده: عباس باباجعفری
- فرمت تصویر: ویدئویی
- تعداد قسمت‌ها: ۵ قسمت
- مدت زمان: ۲۲۵ دقیقه
- محصول: گروه اجتماعی شبکه ۱
- سال تولید: ۱۳۷۳